# Anders Planman
Anders Planman, född 1724 i Hattula, Finland (då del av Sverige), död 1803 i Pemar, Finland (då del av Sverige), var en astronom och fysiker.
Planman blev student vid Kungliga Akademien i Åbo 1744 och filosofie magister 1754. Han fortsatte sina studier i Uppsala, där han 1758 blev docent i astronomi, men återvände till Kungliga Akademien i Åbo, där han 1763-1801 var professor i fysik. Han var även rektor för nämnda akademi 1770/71, 1778/79 och 1785/86. Han var ledamot av Vetenskapssocieteten i Uppsala och (från 1767) av Vetenskapsakademien. 
Av Planmans vetenskapliga avhandlingar hänför sig flertalet till Venuspassagerna 1761 och 1769, vilka han observerade på Kajaneborg, samt metoden att därur bestämma solparallaxen. Av de 28 disputationer, för vilka han i Åbo presiderade, behandlar de flesta experimentell fysik och praktisk astronomi.
Asteroiden 2639 Planman är uppkallad efter honom.